# Oscar Larrauri
 Oscar Larrauri  va ser un pilot de curses automobilístiques argentí que va arribar a disputar curses de Fórmula 1.
Va néixer el 19 d'agost del 1954 a Granadero Baigorria, Rosario, Argentina.

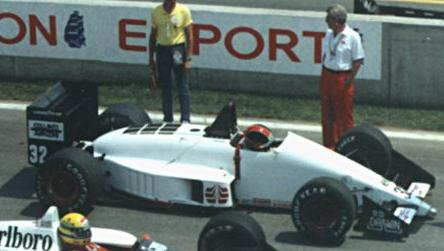
Larrauri amb un EuroBrun al GP del Canadà'88.

## A la F1
Oscar Larrauri va debutar a la primera cursa de la temporada 1988 (la 39a temporada de la història) del campionat del món de la Fórmula 1, disputant el 3 d'abril del 1988 el G.P. de Brasil al circuit de Jacarepagua.
Va participar en un total de vint-i-una curses puntuables pel campionat de la F1, disputades en dues temporades consecutives (temporada 1988 - 1989), aconseguint una tretzena posició com millor classificació en una cursa i no assolí cap punt pel campionat del món de pilots.

## Resultats a la Fórmula 1
| Any  | Equip           | Xassís   | Motor    | 1       | 2       | 3       | 4      | 5       | 6         | 7       | 8       | 9      | 10      | 11      | 12      | 13      | 14      | 15       | 16      | Posició | Punts |
| ---- | --------------- | -------- | -------- | ------- | ------- | ------- | ------ | ------- | --------- | ------- | ------- | ------ | ------- | ------- | ------- | ------- | ------- | -------- | ------- | ------- | ----- |
| 1988 | EuroBrun Racing | EuroBrun | Cosworth | BRA NVS | SMR NVQ | MON Ret | MEX 13 | CAN Ret | E.USA Ret | FRA Ret | GBR NVQ | ALE 16 | HUN NVQ | BEL NVQ | ITA NVQ | POR NVQ | ESP NVQ | JAP NVQ  | AUS Ret | -       | 0     |
| 1989 | EuroBrun Racing | EuroBrun | Judd     | BRA     | SMR     | MON     | MEX    | USA     | CAN       | FRA     | GBR     | ALE    | HUN     | BEL     | ITA NVQ | POR NVQ | ESP NVQ | JPAP NVQ | AUS NVQ | -       | 0     |

### Resum
| Curses: | Victòries: | Pòdiums: | Poles: | Voltes ràpides: | Punts: |
| ------- | ---------- | -------- | ------ | --------------- | ------ |
| 21 (7)  | 0          | 0        | 0      | 0               | 0      |